# السلاح العاري (فلم 2025)
السلاح العاري (بالإنجليزية: The Naked Gun) هو فيلم أمريكي من نوع كوميدي أكشن صدر عام 2025، من إخراج أكيفا شافر الذي شارك أيضًا في كتابة السيناريو مع دان غريغور ودوغ ماند. يُعد الفيلم جزءًا تكميليا امتداديا لفيلم السلاح العاري 33⅓: الإهانة الأخيرة والرابع ضمن سلسلة السلاح العاري. من بطولة كل من ليام نيسون وباميلا أندرسون وباول والتر هوزر وكيفن دوراند وداني هيوستن. تدور أحداث الفيلم حول ابن الملازم فرانك دريبين، الذي يجب عليه أن يسير على خطى والده لمنع إغلاق وحدة شرطة.
تم عرض الفيلم لأول مرة في مسرح إس في أي في مدينة نيويورك في 28 يوليو 2025، وتم إصداره في صالات السينما الأمريكية عبر شركة باراماونت بيكتشرز في 1 أغسطس 2025. وقد تلقى الفيلم تقييمات إيجابية من النقاد.

## الممثلون
- ليام نيسون في دور الملازم فرانك دريبين جونيور.
- باميلا أندرسون في دور بيث
- بول والتر هاوزر في دور النقيب إد هوكن جونيور.
- كيفن دوراند
- داني هيوستن
- لايزا كوشي
- كودي رودز
- كارول كريستين هيلاريا باوندر
- بستا رايمز

## الإنتاج
في ديسمبر 2013، أعلنت شركة باراماونت بيكتشرز عن إعادة إنتاج لسلسلة السلاح العاري قيد التطوير مع اختيار إد هيلمز لدور فرانك دريبين، بينما شارك في كتابة السيناريو توماس لينون وآر. بن جارانت. بحلول يناير 2014، كشف غارانت أن عنوان العمل للمشروع هو الحلقة الرابعة: أمل جديد، معلنًا أنه من المفترض أن يكون تكملة للأفلام الأصلية. كان من المفترض أن يصور هيلمز شخصية تقدم نفسها باسم فرانك دريبين، حتى يتمكن الفيلم من تقديم بطل جديد دون التناقض مع ما جاء من قبل. في مارس 2015، صرح ديفيد زوكر أنه عُرض عليه دور منتج في المشروع، لكنه رفض المشاركة لأنه شعر أنه سيختلف في الأسلوب الكوميدي وسيكون في النهاية أدنى من أفلامه الأصلية. في أغسطس 2015، أكد هيلمز أن السيناريو لا يزال قيد الكتابة، مع الاعتراف بالمخاوف التي كانت لدى زوكر بشأن استقبال الجمهور في العصر الحديث، والحاجة إلى شيء آخر غير نوع المحاكاة الساخرة للأفلام السابقة. بحلول مارس 2017، إكتمل إعادة كتابة السيناريو بواسطة ديفيد زوكر وبات بروفت، مع إعادة صياغة الحبكة لتضم ابن فرانك دريبين.
في يناير 2021، أُعلن عن تعيين سيث ماكفارلن لتطوير المشروع بشكل أكبر. بعد أن أبدى ماكفارلن سابقًا اهتمامه باختيار ليام نيسون لدور فرانك دريبين جونيور في عام 2015، وظف الاستوديو المخرج. كشف نيسون أن المخرج وشركة باراماونت بيكتشرز قد اتصلوا به بعرض لتولي دور البطولة في الفيلم. في يونيو من نفس العام، صرح نيسون أن ماكفارلن كان يعمل على مسودة جديدة للسيناريو، مع قيام الاستوديو أيضًا بالتفاوض على الدور المحتمل لصانع الفيلم كمخرج. أعرب عن حماسه للمشروع وفرصة تقديم دور أكثر كوميدية، إذا قرر أن يلعب دور البطولة في الفيلم، بينما ذكر أن تطوير المشروع مستمر. في فبراير 2022، أكد نيسون مرة أخرى أن باراماونت لا تزال تغازله لتولي دور البطولة في تكملة الفيلم.
في أكتوبر 2022، حصل الفيلم رسميًا على الضوء الأخضر من نيسون في الدور الرئيسي بينما أخرجه فرانك دريبين جونيور وأكيفا شافر. وتولى دان جريجور ودوج ماند كتابة مسودة جديدة للسيناريو، من مسودة سابقة بمساهمات من مارك هينتمان وأليك سولكين. في ديسمبر 2024، قررت نقابة الكتاب الأمريكية ذكر اسم جريجور وماند وشافر في السيناريو بينما ساهم هينتمان وماكفارلين وسولكين بمواد أدبية إضافية. عمل ماكفارلن وإريكا هوجينز كمنتجين، تحت إشراف شركة الإنتاج الخاصة بهما فوزي دور.
في أبريل 2024، انضمت باميلا أندرسون إلى فريق عمل الفيلم. وفي مايو، انضم باول والتر هوزر إلى فريق العمل، ليلعب دور النقيب إد هوكين، إلى جانب كيفن دوراند في دور الشرير غير المعلن بالإضافة إلى داني هيوستن، ولايزا كوشي وكارول كريستين هيلاريا باوندر وبستا رايمز.
بدأ التصوير الرئيسي في 6 مايو 2024، في أتلانتا، تحت عنوان العمل "قانون المتانة"، وانتهى في 28 يونيو.

## روابط خارجية
- السلاح العاري على موقع IMDb (الإنجليزية)
- السلاح العاري على موقع ميتاكريتيك (الإنجليزية)
- السلاح العاري على موقع روتن توميتوز (الإنجليزية)
- السلاح العاري على موقع ألو سيني (الفرنسية)
- السلاح العاري على موقع فيلمافينيتي (الإسبانية)
- السلاح العاري على موقع قاعدة بيانات الفيلم (الإنجليزية)
- السلاح العاري على موقع ليتربوكسد (الإنجليزية)